# Mircea Paraschiv
Mircea Paraschiv (* 14. prosince 1954, Bukurešť) je bývalý rumunský ragbista, který hrál jako mlýnová spojka. Stal se prvním Rumunem, který je na zdi slávy Světového ragbyového muzea.
Na MS 1987 dokázal jako první rumunský hráč (a jako asistent trenéra) položit na světovém šampionátu pětku (tehdy bodovanou za 4 body). Ve 22 letech byl jmenován kapitánem Rumunska a dovedl svou zemi k vítězstvím nad Francií (1976 a 1980), Walesem (1983) a Skotskem (1984). Za Rumunsko hrál v 62 zápasech a připsal si 24 bodů. Jako hráč Dinama Bukurešť se stal vítězem rumunské ligy (1981/82). V roce 1980 se stejným týmem vyhrál Rumunský pohár. 
Po konci hráčské kariéry se dal na trénování. Na MS 1995 a MS 1999 byl koučem Rumunska. V letech 1988 až 2006 byl trenérem Dinama Bukurešť. V osmi případech s ním vyhrál rumunskou ligu (1991, 1994, 1996, 1998, 2000 – 2002, 2004) i Rumunský pohár (1989, 1996 – 1998, 2000 – 2002, 2004). V sezoně 2010/11 trénoval rumunský SSC Farul Constanța. Byl i trenérem Moldavska (2012 až 2016).

### Klubová kariéra
- Sportul Studențesc (1973–1975)
- Dinamo Bukurešť (1975–1987)